# Corpus Christi IceRays
Die Corpus Christi IceRays waren eine US-amerikanische Eishockeymannschaft aus Corpus Christi, Texas. Das Team spielte von 2001 bis 2010 in der Central Hockey League. 

## Geschichte
Die Corpus Christi Ice Rays wurden 1998 als Franchise der Western Professional Hockey League gegründet, in der sie bis zu deren Zusammenschluss mit der Central Hockey League im Anschluss an die Saison 2000/01 spielten. Anschließend wurde das Team in die CHL aufgenommen, in der sie in der Saison 2006/07 zum ersten Mal überhaupt die Playoffs um den Miron Cup erreichten, in deren zweiten Runde sie den Laredo Bucks in der Best-of-Seven-Serie mit 1:4 Siegen unterlagen. In der Saison 2008/09 scheiterten die IceRays bereits in der ersten Playoffrunde mit 1:2 an den Rio Grande Valley Killer Bees. 
Zwischenzeitlich änderte das Franchise seinen Namen in Corpus Christi Rayz, im Sommer 2008 wurde jedoch wieder der alte Name Corpus Christi IceRays übernommen. Im Anschluss an die Saison 2009/10 wurde das Franchise aufgelöst und durch ein gleichnamiges Team der US-amerikanischen Juniorenliga North American Hockey League ersetzt.

## Ehemalige Spieler
Folgende Spieler, die für die Corpus Christi IceRays aktiv waren, spielten im Laufe ihrer Karriere in der National Hockey League:
- Frank Caprice
- Craig Coxe
- Matt DelGuidice
- Darryl Olsen

## Saisonstatistik (CHL)
Abkürzungen: GP = Spiele, W = Siege, L = Niederlagen, T = Unentschieden, OTL = Niederlagen nach Overtime SOL = Niederlagen nach Shootout, Pts = Punkte, GF = Erzielte Tore, GA = Gegentore, PIM = Strafminuten
| Saison  | GP | W  | L  | T | OTL | SOL | Pts | GF  | GA  | Platz         | Playoffs                        |
| 2001/02 | 64 | 16 | 35 | — | 13  | —   | 45  | 158 | 253 | 3., Southeast | nicht qualifiziert              |
| 2002/03 | 64 | 31 | 30 | — | 3   | —   | 65  | 197 | 204 | 3., Southeast | nicht qualifiziert              |
| 2003/04 | 64 | 23 | 38 | — | 3   | —   | 49  | 162 | 225 | 4., Southeast | nicht qualifiziert              |
| 2004/05 | 60 | 28 | 25 | — | 7   | —   | 63  | 182 | 196 | 2., Southeast | nicht qualifiziert              |
| 2005/06 | 64 | 22 | 36 | — | 6   | —   | 50  | 149 | 212 | 4., Southeast | nicht qualifiziert              |
| 2006/07 | 64 | 35 | 22 | — | 7   | —   | 77  | 196 | 169 | 2., Southeast | Niederlage in der zweiten Runde |
| 2007/08 | 64 | 22 | 34 | — | 8   | —   | 52  | 190 | 239 | 3., Southeast | nicht qualifiziert              |
| 2008/09 | 64 | 28 | 30 | — | 6   | —   | 62  | 183 | 206 | 4., Southeast | Niederlage in der ersten Runde  |
| 2009/10 | 64 | 30 | 26 | — | 8   | —   | 68  | 225 | 198 | 5., Southern  | Niederlage in der ersten Runde  |

## Team-Rekorde (CHL)

### Karriererekorde
Spiele: 251  Adam Powell
Tore: 96  Justin Quenneville
Assists: 159  Justin Quenneville
Punkte: 255  Justin Quenneville
Strafminuten: 742  Ken Goetz